# Union pour un mouvement populaire
De Union pour un mouvement populaire (UMP, Nederlands: Unie voor een Volksbeweging) was van 2002 tot 2015 een politieke partij in Frankrijk en werd in 2002 opgericht. De Union pour un mouvement populaire ontstond uit een fusie van de gaullistische Rassemblement pour la République RPR van Jacques Chirac en de liberale Démocratie libérale DL van Jean-Pierre Raffarin. Op initiatief van Nicolas Sarkozy, werd de UMP in mei 2015 opgeheven en maakte de partij met nieuwe statuten een directe doorstart onder de naam Les Républicains LR.

## Geschiedenis van de UMP (2002-2015)
Binnen de UMP zijn er verschillende stromingen, met hun eigen achtergrond en achterban. Algemeen onderscheidt men twee grote blokken: de Chiracquiens en de Sarkozysten. De Chiracquiens zijn de aanhangers van Jacques Chirac en zijn voor een centristisch gaullisme. De andere zijde, de Sarkozysten, de aanhangers van Nicolas Sarkozy, zijn rechtser dan de andere vleugel en leggen meer de nadruk op sociaal- en ethisch conservatisme, economisch liberalisme en nationaal Frans bewustzijn.
De UMP is in 2002 opgericht. De UMP is een brede rechtse partij. De UMP is tegen de toetreding van Turkije tot de Europese Unie. Chirac was de initiatiefnemer tot de fusie, maar mocht, omdat hij al president van Frankrijk was, geen voorzitter worden. In 2004 stelde Nicolas Sarkozy, toen minister van financiën, zich kandidaat als voorzitter van de UMP. Hij werd gekozen, maar moest zijn ministerschap opgeven.
Hij keerde toch in de regering-de Villepin terug, en wel op binnenlandse zaken. Hij was bij de Franse presidentsverkiezingen van 2007 de belangrijkste presidentskandidaat voor de UMP, die hij ook won. Hij was daarna van 2007 tot 2012 de president van Frankrijk.
Sarkozy kwam in 2014 terug als voorzitter van de Union pour un mouvement populaire. Hij kondigde eveneens aan kandidaat te zijn bij de presidentsverkiezingen van 2017. In de aanloop naar deze verkiezingen werd in 2015 een naamswijziging voor de partij voorbereid en goedgekeurd. De partij ging vanaf mei 2015 verder onder de naam Les Républicains.

## Stromingen binnen de UMP

### Conservatieve liberalen
Deze stroming noemt men ook weleens de Sarkozysten. De groep komt uit de RPR voort, de voorganger van de UMP en de Démocratie Libérale DL.

### Gaullisten
- Neo-gaullisten. Deze groep noemt men ook weleens de chiraco-villepinistes. Ze zijn hoofdzakelijk afkomstig uit de RPR. Bekende namen zijn onder anderen: Jacques Chirac, Dominique de Villepin en Alain Juppé.
- Legitimistische Gaullisten. Eveneens afkomstig uit de RPR. Namen zoals Jean-Louis Debré en Michèle Alliot-Marie.
- Sociale Gaullisten, ook wel naar Philippe Seguin seguinisten genoemd. Onder andere François Fillon en Roger Karoutchi hangen deze ideologie aan.
- Linkse Gaullisten. Een zeer kleine groep voortkomend uit de RPR. Voormalig staatssecretaris Alain Marleix hoorde bij deze groep.
- Souverainisten en Nationalisten. Leden afkomstig uit de RPR, RPF of de MPF.

### Liberalen
De liberalen zijn afkomstig uit de Démocratie Libérale, een afsplitsing van de UDF.
- Hervormingsgezinde Liberalen. Gaan voor een politiek en economisch liberalisme. Hieronder kunnen we onder anderen Hervé Novelli vermelden.
- Libertairen

### Centristen, christendemocraten
- Centrumrechts. Zijn afkomstig uit de UDF. We kunnen hier onder anderen Philippe Douste-Blazy vermelden.
- Sociaal-christelijk. Eveneens oud-leden van de UDF. Ze waren in het in Forum des républicains sociaux verenigd, nu de Parti Chrétien-Démocrate. Een belangrijke naam is Christine Boutin.

### Conservatieven en onafhankelijken
Deze familie is verenigd in het Centre national des indépendants et paysans CNIP. De partij speelde een belangrijke rol tijdens de Vierde Republiek. De partij heeft een redelijk rechtse ideologie. Verschillende leden van de Assemblée horen bij de CNIP, onder anderen Philippe Dominati en Christian Vanneste.

### Sociale familie
- Radicalen. Dit zijn de leden van de Parti Radical Valoisien. De radicalen waren ooit een belangrijke factor in de Franse politiek, maar midden de jaren 70 explodeerde de partij. Het ene deel hangt nu de PS aan en noemt zich de Parti Radical de Gauche, het andere deel, Valoisien, hoort bij de UMP. Jean-Louis Borloo, de tweede man van de regering Fillon, was de onbetwiste kopman van de Parti Radical Valoisien.
- Sociaal-liberalen. In de regering Fillon werden ook enkele PS'ers opgenomen. Namen zijn onder anderen Éric Besson en Jean-Marie Bockel. De laatste stichtte de partij Gauche Moderne.

### Blauwe ecologisten
Een familie afkomstig uit de UDF en de Génération Ecologie. Een belangrijke naam was Nathalie Kosciusko-Morizet, woordvoerder van de regering.

## Parlementaire groepering
In de Franse volksvertegenwoordiging, de Assemblée Nationale, en in de Senaat vormde de UMP met gelijkgezinde partijen de Groupe Rassemblement-Union pour un mouvement populaire. De Groupe UMP telde 321  afgevaardigden in Assemblée Nationale en 159 senatoren.